# Haleakala nationalpark
Haleakala nationalpark ligger i Maui County, Hawaii i delstaten Hawaii, USA. Området inkluderar gammalt vulkanlandskap och subtropiska skogar, samt historiska lämningar. Nationalparken går att nå med bil, men är huvudsakligen en park för vandring.